# Egídio
Egídio de Araújo Pereira Júnior, genannt Egídio, (* 16. Juni 1986 in Rio de Janeiro) ist ein brasilianischer Fußballspieler.

## Karriere

### Allgemein
Egídio begann seine Karriere 2002 bei seinem Jugendverein CR Flamengo. Nach gutem Start in den Jugendmannschaften wurde er aber bereits nach seinem ersten Profijahr 2007 verliehen. Er gewann mit verschiedenen brasilianischen Profivereinen diverse Titel, u. a. die brasilianische Meisterschaft 2013.

### Verein
Egidio startete seine Karriere im Jugendbereich von Flamengo. Als vielversprechender Spieler fiel er erstmals bei der Copa Cultura de Juniores im Jahr 2005 auf. Im Jahr 2006 bekam Egidio die ersten drei Einsätze in der bei der Staatsmeisterschaft von Rio de Janeiro. Als Teil dieser Mannschaft gewann der 2006 den brasilianischen Pokal. Doch bereits nach seiner ersten Saison für Flamengo wurde er im Frühjahr 2007 an den Paraná Clube ausgeliehen. Hier wurde er zum besten Linksverteidiger in der Staatsmeisterschaft von Paraná gewählt. Noch im Frühjahr 2008 konnte er für Flamengo erfolgreich an der Staatsmeisterschaft von Rio de Janeiro teilnehmen. Allerdings gelang es ihm nicht, sich im Team zu etablieren und wurde vor Beginn der Meisterschaftsrunde an den EC Juventude ausgeliehen.
Ende 2008 ging es wieder zurück zu Flamengo für die Saison 2009. Wieder konnte er die Staatsmeisterschaft gewinnen, um danach wieder für die Meisterschaft den Verein verlassen zu müssen. Dieses Mal zum Figueirense FC in brasilianische Meisterschaft Série B.
2010 fand sich wieder kein Platz in seinem Heimatverein in Rio. In dem Jahr wurde er für die Saison an den Erstligisten EC Vitória ausgeliehen. Hier reichte er das Pokalfinale gegen den FC Santos um Neymar. Hier unterlag man mit 0:2 und 2:1. Am Ende der Série A 2010 stand er mit dem Verein auf einem Abstiegsplatz. Im Jahr 2011, wieder bei Flamengo, begann für ihn vielversprechend mit dem dritten Gewinn der Staatsmeisterschaft. Allerdings auch im Jahr 2011 wurde er erneut ausgeliehen, diesmal an den Ceará SC. Bereits vor Ende der  Meisterschaftsrunde, am 28. Oktober 2011, kam er von Ceará zu Flamengo zurück. Es gab dabei das Gerücht, dass er wegen Disziplinlosigkeit den Verein hätte verlassen, tatsächlich musste er sich aber am Knie behandeln lassen.
Im Jahr 2012 wurde die Leihe bis Ende des Jahres an den Goiás EC bestätigt. Dort erarbeitete er sich mit acht erzielten Toren und 28 Torvorlagen geben, den Spitznamen des Königs der Vorlagen. Am 3. Dezember 2012 wurde der Verkauf des Spielers von Flamengo an den Cruzeiro EC bestätigt. Nach dem Gewinn der brasilianischen Meisterschaft 2013 und 2014 wechselte der Spieler Anfang 2015 in die Ukraine zum Dnipro Dnipropetrowsk. Aufgrund der Unruhen wechselte der Spieler noch im Frühjahr desselben Jahres zurück nach Brasilien zur SE Palmeiras aus São Paulo. Nach Ablauf seines Vertrages Ende 2017, kehrte Edídio ablösefrei zu Cruzeiro nach Belo Horizonte zurück. Ende Februar 2019 verlängerte der Klub den Vertrag mit Egídio bis Ende 2020. Am 16. Oktober 2019 wurde Egídio für sein 200 Pflichtspiel für den Klub geehrt.
Nach dem Abstieg von Cruzeiro am Ende der Série A 2019 in die Série B, konnte Egídio, trotz laufenden Vertrages bis Dezember 2020, im Januar 2020 verlassen. Er unterzeichnete einen neuen Kontrakt bei Fluminense FC.
Nach zwei Jahren verließ er den Klub und wechselte zum Coritiba FC. Der Vertrag erhielt eine Laufzeit bis Ende 2022. Im Anschluss unterschrieb er einen Kontrakt bei Tombense FC. Hier kam Egídio in der Série B 2023 zu 33 von 38 möglichen Einsätzen (ein Tor). Am Ende der Saison belegte der Klub einen enttäuschenden 18. Platz und musste in die Série C 2024 absteigen. Seitdem ist er ohne neuen Kontrakt.

## Erfolge
Flamengo
- Copa Record Rio de Futebol: 2005
- Copa do Brasil: 2006
- Taça Guanabara: 2008, 2011
- Staatsmeisterschaft von Rio de Janeiro: 2008, 2009, 2011
- Taça Rio: 2009, 2011

Vitória
- Staatsmeisterschaft von Bahia: 2010
- Copa do Nordeste: 2010

Goias
- Staatsmeisterschaft von Goiás: 2012
- Série B: 2012

Cruzeiro
- Brasilianischer Meister: 2013, 2014
- Staatsmeisterschaft von Minas Gerais: 2014, 2018, 2019
- Copa do Brasil: 2018

Palmeiras
- Copa do Brasil: 2015
- Brasilianischer Meister: 2016

Fluminense
- Taça Rio: 2020

Coritiba
- Staatsmeisterschaft von Paraná: 2022

## Auszeichnungen
- Auswahl der Staatsmeisterschaft von Goiás: 2012 mit Goias EC
- Auswahlmannschaft der Staatsmeisterschaft von Minas Gerais: 2019 mit Cruzeiro